# Tony Ashton

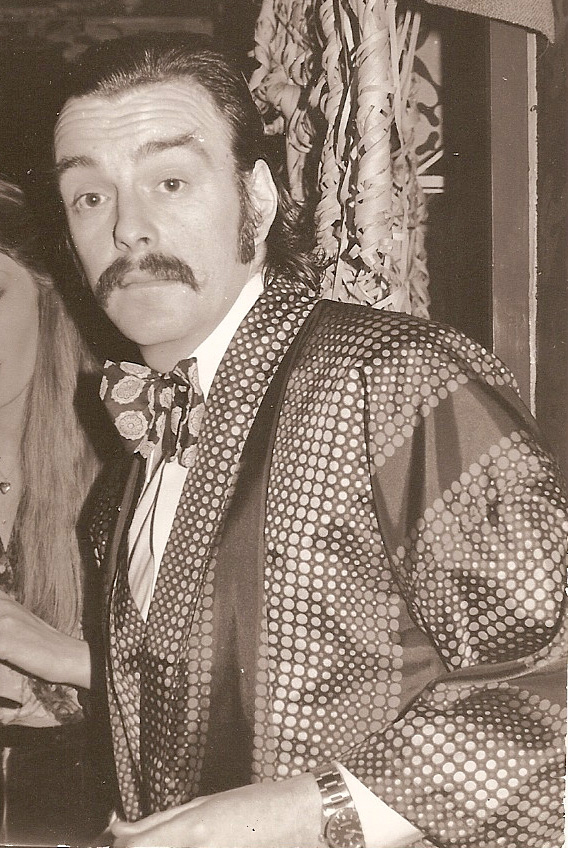
Tony Ashton

Tony Ashton (ur. 1 marca 1946 w Blackburn, zm. 28 maja 2001 w Londynie) – brytyjski muzyk, pianista i kompozytor. Lider grupy Ashton, Gardner & Dyke (1968–1972), która często koncertowała u boku Deep Purple. W latach 60. grał w zespole The Remo Four, który występował u boku The Beatles, a w 1968 wspierał w studio George’a Harrisona przy nagrywaniu płyty Wonderwall. W 1973 Ashton występował krótko w zespole Family. Współpracował wielokrotnie z Jonem Lordem, między innymi w latach 1976–1977 w grupie Paice, Ashton & Lord.

## Dyskografia

### z The Remo Four
- 1966 Smile!
- 1968 Wonderwall Music (George Harrison)
- 1973 Attention

### z Ashton, Gardner & Dyke
- 1969 Ashton, Gardner & Dyke
- 1970 The Worst of Ashton, Gardner & Dyke
- 1971 The Last Rebel (muzyka film., razem z Jonem Lordem)
- 1972 What a Bloody Long Day It’s Been
- 2002 Let It Roll – Live 1971

### Inne
- It’s Only a Movie (1973, z Family)
- First of the Big Bands (1974, z Jonem Lordem)
- Malice in Wonderland (1977, z Paice/Ashton/Lord)
- Live in the Studio (1984)
- BBC Live in Concert '77 (1992, z Paice/Ashton/Lord)
- BBC Live in Concert '74 (1993, z Jonem Lordem)
- Mr. Ashton Sings Big Red and Other Love Songs (1995, CD maxi-single)
- The Big Freedom Dance (1996, CD maxi-single)